# Hermann Georg Scheffauer

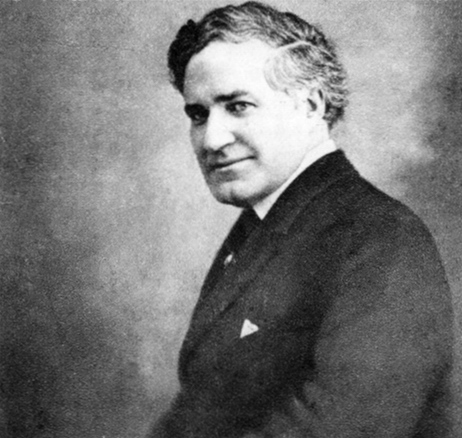
Hermann Georg Scheffauer

Hermann Georg Scheffauer (* 1878 in San Francisco, USA; † 7. Oktober 1927 in Berlin) war ein  deutschamerikanischer Schriftsteller und Übersetzer. In Amerika und Deutschland schrieb er unter dem Namen Herman George Scheffauer.

## Leben und Wirken
Über Scheffauers Jugendzeit, seine Ausbildung und die frühen Erwachsenenjahre in Amerika ist bisher nur wenig bekannt. In Kalifornien verkehrte er in künstlerischen und literarischen  Bohemienkreisen. Freundschaftlich verbunden war er mit dem Dichter George Sterling (1869–1926) und anderen Mitgliedern des Bohemian Club, die sich regelmäßig auf dem Bohemian Grove trafen. Verheiratet war mit der englischen Kinderbuchautorin Ethel Talbot (1888–1976). Scheffauer gab sein Architekturstudium auf und schrieb Gedichte und Theaterstücke; dabei wurde er von Ambrose Bierce gefördert, mit dem er sich aber später überwarf.
1910 ging Scheffauer nach Deutschland, wo er weitere Gedichte, Erzählungen und Theaterstücke sowie essayistische Werke veröffentlichte. Außerdem war er als Übersetzer tätig. Neben Werken von Georg Kaiser und Klabund übersetzte er Herr und Hund, Unordnung und frühes Leid und andere Erzählungen Thomas Manns; die Übersetzungen wurden teilweise erst posthum veröffentlicht. Thomas Mann wollte ihm auch die Übersetzung seines Romans Der Zauberberg anvertrauen, was aber am Widerstand seines amerikanischen Verlegers Alfred A. Knopf scheiterte. Der Zauberberg wurde dann nicht von Scheffauer, sondern von Helen Tracy Lowe-Porter (1867–1963) übersetzt.
Scheffauer und Thomas Mann verband ein gutes kollegiales, fast freundschaftliches Verhältnis. Im April 1927 übernahmen sie gemeinsam die Herausgeberschaft der im Verlag Th. Knaur Nachf. neu erscheinenden Reihe Romane der Welt. Bis März 1928 erschienen in der Reihe insgesamt 58 Bände, z. B. Taipi von Herman Melville und Cashel Byrons Beruf von George Bernard Shaw (beide mit einem Vorwort von Scheffauer), Wildwestromane von Zane Grey sowie Reiseromane und Erzählungen von Eugen Binder von Krieglstein. Scheffauer starb 1927 im Alter von 49 Jahren durch Suizid.

## Werke (Auswahl)
Gedichte, Erzählungen, Theaterstücke:
- Of Both Worlds: Poems. A. M. Robertson, San Francisco 1903
- Looms of Life:  Poems. The Neale Publishing Company, New York 1908
- Drake in California: Ballads and Poems. A. C. Fifield, London 1912
- The Ruined Temple, 1912 (Online-Ausgabe)
- The Masque of the Elements, J. M. Dent & Sons, London und E. P. Dutton & Co., New York 1912 (Online-Ausgabe)
- Der neue Shylock. Schauspiel in vier Akten, Berliner Theaterverlag, Berlin 1913
- The Thief of Fame. In: Harper’s Magazine, Ausgabe August 1913, S. 399–408
- Das Champagnerschiff und andere Geschichten, Ullstein Verlag, Berlin 1925
- Atlantis, London in Snow, Manhattan, ohne Jahr (Online-Ausgabe)

Übersetzungen:
- Thomas Mann: Bashan and I, 1924
- Georg Kaiser: Gas, 1924
- Klabund: Peter the Czar, 1925
- Thomas Mann: Children and Fools, 1928
- Thomas Mann: Early Sorrow, 1930
- Thomas Mann: A Man and His Dog, 1930

Essays:
- The German Prison-House. How to Convert it Into a Torture-Chamber and a Charnel. Suggestions to President Wilson, Selbstverlag des Verfassers, Berlin 1919.
- The Infant in the Newssheet. An Ode against the Age, The Overseas Publishing Company, Hamburg 1921
- Das Land Gottes. Das Gesicht des neuen Amerika, Verlag P. Steegemann, Hannover 1923
- Das geistige Amerika von heute, Ullstein Verlag, Berlin 1925
- Wenn ich Deutscher wär! Die Offenbarungen eines Amerikaners über Deutschlands Größe und Tragik, Verlag Max Koch, Leipzig 1925